# Giessengletscher
Der Giessengletscher ist ein Gletscher in den Berner Alpen im Schweizer Kanton Bern. Er ist einer von mehreren Gletschern an der Nordwestflanke der Jungfrau.

## Geographie
Der Giessengletscher liegt am Nordhang der Berner Alpen, im Süden des Kantons Bern in der Schweiz. Er beginnt am Nordhang der Jungfrau auf einer Höhe von über 3600 m ü. M. und fliesst nach Nordwesten. Die Gletscherzunge liegt auf 2500 m ü. M. Westlich angrenzend befindet sich der kleinere Silberhorngletscher. Östlich ist er hinter dem Schneehoren über den Chielouwenengletscher mit dem Guggigletscher verbunden.
Durch das Schmelzwasser des Giessengletschers entsteht die Giessa, ein Nebenfluss des Trümmelbachs, der zuerst in die Weisse Lütschine, dann in die Lütschine, in die Aare und den Rhein mündet.

## Geschichte
Im Jahr 2011 wurde eine Gletscherspalte beobachtet. Aufgrund der Grösse dieser Gletscherspalte (300 Meter) hatte ein Bruch die darunter liegenden Dörfer gefährdet, insbesondere Lauterbrunnen.